# Rhytidodera integra
Rhytidodera integra är en skalbaggsart som beskrevs av Hermann Julius Kolbe 1886. Rhytidodera integra ingår i släktet Rhytidodera och familjen långhorningar.
Artens utbredningsområde är:
- Laos.
- Myanmar.

Inga underarter finns listade i Catalogue of Life.